# Moleculă diatomică

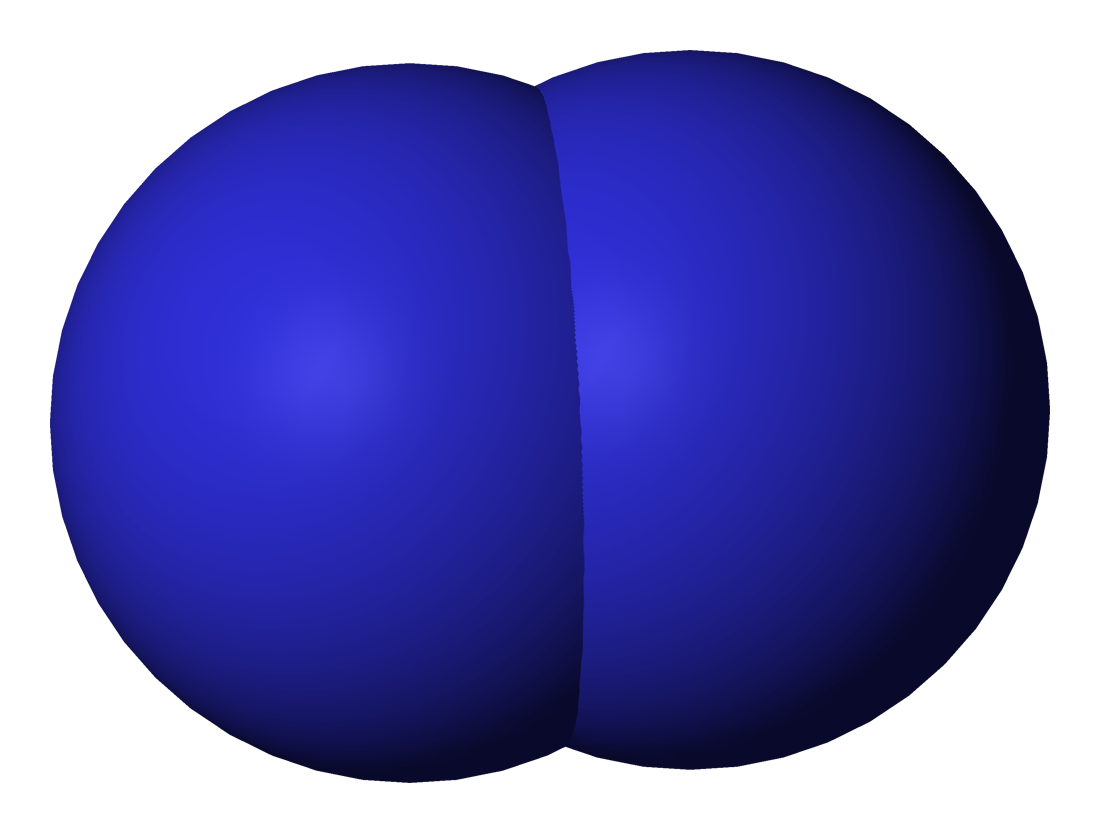
Un model tridimensional al moleculei de azot gazos, N_{2}

Moleculele diatomice sunt acele molecule care sunt compuse doar din doi atomi, care pot fi identici sau diferiți. Prefixul di- este de origine greacă și înseamnă „doi”. Dacă molecula este formată din doi atomi identici, ai aceluiași element, precum hidrogenul (H2) sau oxigenul (O2), atunci specia este homonucleară. Pe de altă parte, dacă aceasta este formată din doi atomi diferiți, precum este cazul monoxidului de carbon (CO) sau oxidului nitric (NO), atunci specia este heteronucleară.

Un tabel periodic în care sunt scoase în evidență elementele care prezintă molecule diatomice homonucleare în condiții standard.

Singurele elemente chimice care formează molecule diatomice homonucleare gazoase în condiții standard de temperatură și presiune (sau condiții tipice de laborator de 1 bar și 25 °C) sunt: hidrogenul (H2), azotul (N2), oxigenul (O2), fluorul (F2) și clorul (Cl2).
Gazele nobile (heliu, neon, argon, kripton, xenon și radon) sunt de asemenea elemente gazoase în condiții standard, dar sunt monoatomice. Gazele homonucleare diatomice, împreună cu gazele nobile, poartă numele de „gaze elementale”, pentru a se face deosebirea între acestea și alte gaze care nu sunt elemente, ci compuși chimici.
La temperaturi mai ridicate, halogenii brom (Br2) și iod (I2) sunt de asemenea gaze diatomice. Toți halogenii au fost observați ca fiind molecule diatomice, cu excepția astatinului, ale cărui proprietăți sunt incerte.